# Richard Albert Bell
Richard „Dick“ Albert Bell PC QC (* 4. September 1913 in Britannia Bay, Ontario; † 20. März 1988 in Ottawa, Ontario) war ein kanadischer Politiker der Progressiv-konservativen Partei (PC), der acht Jahre lang Mitglied des Unterhauses war. Er fungierte ferner zwischen 1962 und 1963 als Minister für Staatsbürgerschaft und Einwanderung im 18. kanadischen Kabinett von Premierminister John Diefenbaker.

## Leben
Bell absolvierte nach dem Schulbesuch ein Studium der Rechtswissenschaften und nahm danach eine Tätigkeit als Barrister auf. Er wurde für seine anwaltlichen Verdienste zum Kronanwalt (Queen’s Counsel) ernannt. Bei der Wahl vom 10. Juni 1957 wurde er für die Progressiv-konservative Partei im Wahlkreis Carleton erstmals zum Abgeordneten in das Unterhaus gewählt und gehörte diesem bis zu seiner Niederlage bei der Unterhauswahl am 8. April 1963 an.
Nach dem Wahlsieg der PC bei der Unterhauswahl vom 10. Juni 1957 wurde Walker am 19. August 1957 Parlamentarischer Assistent von Finanzminister Donald Fleming und bekleidete diesen Juniorministerposten bis zum 1. Februar 1958. Danach war er zwischen dem 12. Mai 1958 und dem 18. Juli 1959 Vize-Vorsitzender des Ständigen Unterhausausschusses für öffentliche Konten. Später war er vom 18. November 1959 bis zum 17. November 1961 sowie erneut zwischen dem 18. Januar und 19. April 1962 Parlamentarischer Assistent von Finanzminister Donald Fleming.
Am 9. August 1962 wurde Bell im Rahmen einer Kabinettsumbildung von Premierminister John Diefenbaker in das 18. kanadische Kabinett berufen und war dort bis zum Ende von Diefenbakers Amtszeit am 21. April 1963 Minister für Staatsbürgerschaft und Einwanderung.
Bei der Wahl vom 8. November 1965 wurde er wieder zum Abgeordneten in das Unterhaus gewählt und vertrat abermals den Wahlkreis Carleton. Während dieser Zeit war er zwischen 1966 und 1968 Sprecher der oppositionellen PC-Fraktion für Staatsbürgerschaft und Einwanderung. Bei der darauf folgenden Wahl vom 25. Juni 1968 kandidierte er nach der Auflösung seines bisherigen Wahlkreises in Ottawa-West. Dabei unterlag er jedoch dem Kandidaten der Liberalen Partei, Cyril Lloyd Francis, auf den 23.750 Stimmen entfielen, während Bell lediglich 16.392 Wählerstimmen bekam. Im Anschluss zog er sich aus der Politik zurück.
Nach seinem Tod wurde er auf dem Pinecrest Cemetery in Ottawa beigesetzt.